# Splitska
Splitska – wieś w Chorwacji, w żupanii splicko-dalmatyńskiej, w mieście Supetar. W 2011 roku liczyła 368 mieszkańców.

## Charakterystyka
Jest położona na północnym wybrzeżu wyspy Brač. Leży pomiędzy Postirą a Supetarem. Miejscowa gospodarka oparta jest na rolnictwie i turystyce.
Główne zabytki miejscowości to renesansowy zamek z 1577 roku i kościół parafialny pw. Najświętszej Marii Panny. Z terenów Splitskiej pozyskiwano kamień do budowy splickiego Pałacu Dioklecjana.